# Nascent Glacier
Nascent Glacier är en glaciär i Antarktis. Den ligger i Östantarktis. Nya Zeeland gör anspråk på området. Nascent Glacier ligger 18 meter över havet.
Terrängen runt Nascent Glacier är huvudsakligen kuperad, men åt sydost är den platt. Trakten är obefolkad. Det finns inga samhällen i närheten.